# Chromis yamakawai
Chromis yamakawai là một loài cá biển thuộc chi Chromis trong họ Cá thia. Loài này được mô tả lần đầu tiên vào năm 2013.

## Phân loại học
Chromis flavomaculata đã được xem là một danh pháp đồng nghĩa của Chromis notata đựa vào kết quả phân tích hình thái. Theo đó, hai quần thể trên danh nghĩa của C. flavomaculata ở Tây Thái Bình Dương đã được công nhận là hai loài riêng biệt: Chromis kennensis (trước đây chỉ được xem là đồng nghĩa của C. flavomaculata, phân bố ở phía nam) và C. yamakawai (phân bố ở phía bắc).

## Từ nguyên
Từ định danh Takeshi Yamakawa, người đầu tiên nhận ra loài này là một loài mới và đã đưa các mẫu vật cho các tác giả nghiên cứu.

## Phạm vi phân bố và môi trường sống
Tại Nhật Bản, C. yamakawai được tìm thấy tại đảo Miyake-jima và Hachijo-jima (quần đảo Izu); đảo Chichi-jima (quần đảo Ogasawara); ngoài khơi tỉnh Wakayama và đảo Okinoshima thuộc tỉnh Kochi; và một số đảo thuộc quần đảo Ryukyu; còn ở Philippines, loài cá này được ghi nhận tại quần đảo Batanes.
C. yamakawai được quan sát và thu thập ở độ sâu khoảng từ 2 đến 26 m.

## Mô tả
C. yamakawai có chiều dài cơ thể lớn nhất được ghi nhận là 13 cm. Cơ thể có màu ô liu pha nâu, viền vảy màu nâu sẫm (vàng hơn ở cá con). Đầu và gáy có màu nâu phớt xanh lục. Phần gai của vây lưng màu nâu (nâu phớt vàng và có thêm dải viền đen ờ cá con); phần vây mềm phía sau trong suốt. Vây ngực trong suốt; gốc vây có một đốm đen. Gần như toàn bộ vây hậu môn là màu đen, trừ một phần cuối trong suốt. Thùy đuôi vàng tươi ở cá con, vàng sẫm hơn khi trưởng thành với khu vực chính giữa vây trong suốt.
Đốm đen chỉ bao quanh nửa trên gốc vây ngực ở cá con C. yamakawai, trong khi đốm này bao phủ toàn bộ gốc vây ngực ở cá con C. kennensis. Ngoài khác biệt về mặt hình thái, C. kennensis và C. yamakawai còn có sự khác nhau về chỉ tiêu đếm (số vảy đường bên và số lược mang) và đo lường hình thái. Chromis pura có kiểu hình tương tự như hai loài này nhưng có đốm đen gốc vây ngực nhỏ hơn nhiều và có sự chênh lệch về số lược mang.
Số gai ở vây lưng: 13–14; Số tia vây ở vây lưng: 11–13; Số gai ở vây hậu môn: 2; Số tia vây ở vây hậu môn: 10–12; Số tia vây ở vây ngực: 17–21; Số gai ở vây bụng: 1; Số tia vây ở vây bụng: 5; Số vảy đường bên: 16–21; Số lược mang: 27–33.

## Sinh thái học
Thức ăn của C. yamakawai là những loài động vật phù du. Cá đực có tập tính bảo vệ và chăm sóc trứng; trứng có độ dính và bám vào nền tổ.